# Haugen (Longyearbyen)

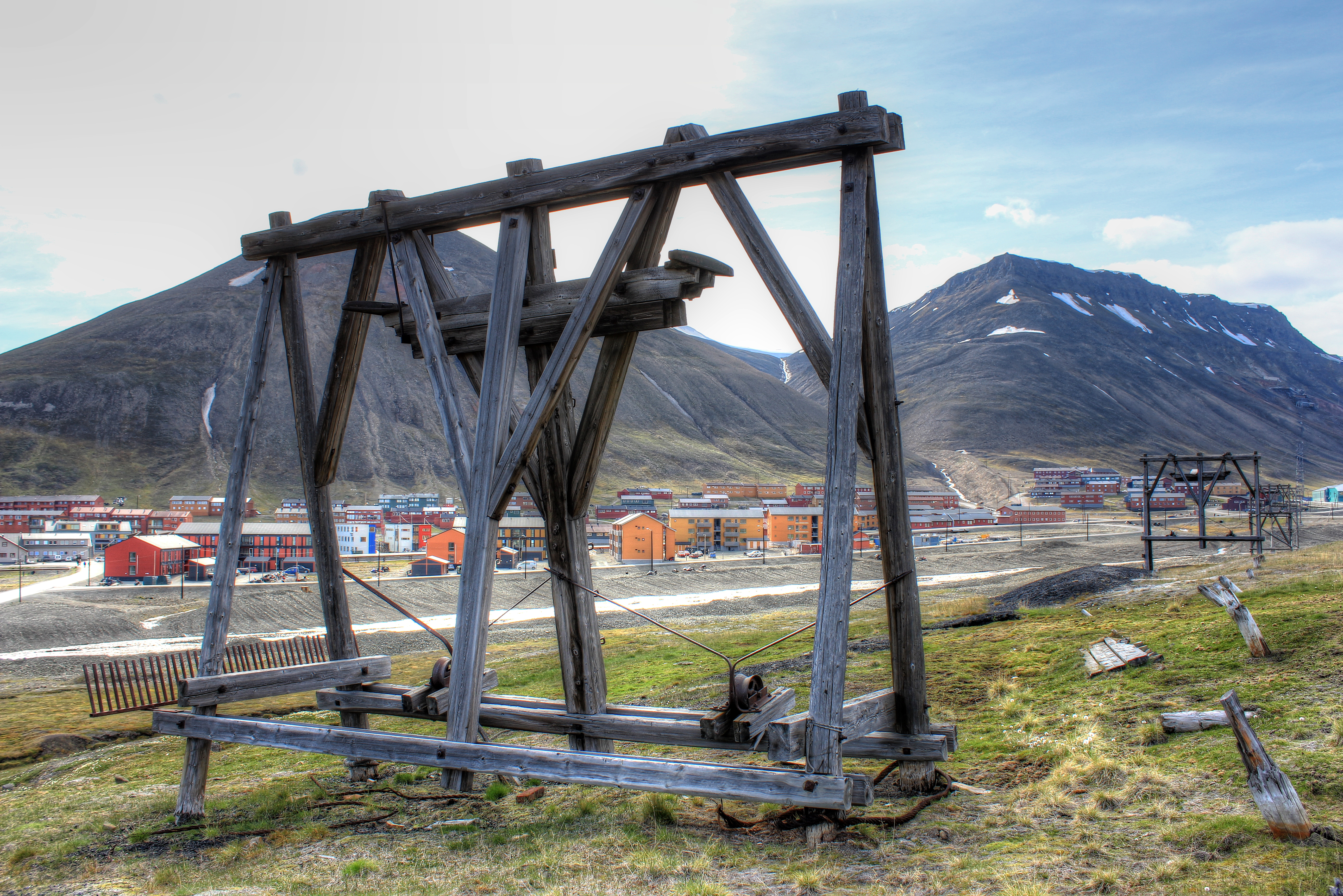
Centrum och Haugen sedda från västra sidan av Longyearälven. Haugen ligger längst till höger i bilden.

Haugen är en stadsdel i Longyearbyen på Spetsbergen i Svalbard.
Haugen anlades 1946 efter andra världskriget, efter det att tyska marinen i september 1943 bränt ned nästan hela Longyearbyen, undantagande Sverdrupbyen. En bosättning för arbetare i kolgruvan Gruve 2 anlades 1946 i Nybyen i omedelbar närhet till gruvan. Nära Nybyen, 1,5 kilometer närmare hamnen under samma berg som Gruve 2, uppfördes vid Vanndalens mynning i Longyeardalen familjebostäder samt ett stort hus med bostäder för ensamstående funktionärer, tjänstemannamäss samt representationsutrymmen för Store Norske Spitsbergen Kulkompani A/S. Denna byggnad omtalades av arbetarna som Funken.
I Haugen uppfördes också kontorsbyggnaden för Store Norske Spitsbergen Kulkompani och det nya sjukhuset. Bägge dessa funktioner hade fram till andra världskriget legat i Gamle Longyearbyen. Alla husen i Haugen ritades av Jacob Hanssen.
Byggnaden för ensamstående tjänstemän blev 1991 ombyggd till Longyearbyens första hotell, Spetsbergen Hotel. Efter en renovering fick det 2018 namnet Funken Lodge.
Haugen blev den första av mer moderna stadsdelar i brukssamhället Longyearbyen, som var en långtgående variant av en "company town". Kommande stadsdelar, samt samhällets centrum, byggdes vidare från Haugen längs Longyearälvens östra sida nedströms.
År 1953 blev det ett ras i Vannledningsdalen, som ledde till att tre personer omkom och att sjukhuset och ett familjebostadshus förstördes.